# あへん煙に関する罪
あへん煙に関する罪（あへんえんにかんするつみ）とは、刑法に規定された犯罪類型の一つである。「第十四章　あへん煙に関する罪」に規定があり、あへん煙の吸食やそれを助長する行為等を内容とする。未遂犯も処罰される（141条）。

## 概要
公衆の健康を保護法益とする抽象的危険犯であり、社会的法益に対する罪に分類される。薬物犯罪については、各種特別法が整備されており、現在、本罪の規定が活用される場面はほとんどないが、薬物犯罪の基本法である。なお、改正刑法草案では、刑法典からあへん煙に関する罪が削除されており、すべて特別法に委ねている。
本罪にいう「あへん煙」とは、吸食用として製造されたあへん煙膏をいい、その原料である生あへんを含まない。生あへんについては、あへん法で取り締まられている。また、本罪とあへん法における犯罪は一部重複しており、あへん法に定める罪と競合する場合には、法定刑が重い方によって処罰される（あへん法56条）。

## 犯罪類型

### あへん煙輸入等罪
あへん法には、あへんの輸入や営利目的の譲渡に関して1年以上10年以下の拘禁刑（営利目的の輸入は、1年以上の有期拘禁刑）に処すると定めており（あへん法51条1項3号、2項、および52条1項、2項）、これらに該当する場合は、法定刑の重いあへん法によって処罰される。

### 税関職員によるあへん煙輸入等罪
輸入規制を徹底するため、税関職員を特に重く処罰する規定である（輸入罪は不真正身分犯、輸入許可罪は真正身分犯である）。したがって「税関職員」とは、税関に勤務する職員すべてではなく、特にあへん煙等の輸入に関する事務に従事する職員をいう。

### あへん煙吸食罪
あへん法でもあへんの吸食を禁じており（あへん法9条）、法定刑は7年以下の拘禁刑と定められているため（あへん法52条の2）、これに該当する場合は法定刑の重いあへん法に従って処罰される。

### あへん煙吸食場所提供罪
「あへん煙の吸食のため」とは、「吸食の用に供するため」という意味であり、行為者の目的を意味するのではない。また、実際に利益を得たかどうかは問わない。なお「あへん煙の吸食のため建物又は室」とは具体的にはすなわちあへん窟のことを暗に指しているものと思われる。

### あへん煙等所持罪
吸食の際に使用するあへん煙等の所持はあへん煙吸食罪が成立するにとどまり、重ねて本罪が成立することはない。ただし、以前からあへん煙等を所持していた者がそれを用いて吸食した場合は、吸食罪と本罪は併合罪である。
なお、あへんの所持はあへん法で7年以下の拘禁刑と定められている（あへん法52条）ため、これに該当する場合は法定刑の重いあへん法に従って処罰される。